# Масіке (Хоккайдо)

43°51′22″ пн. ш. 141°31′31″ сх. д. / 43.85611° пн. ш. 141.52528° сх. д.
Ма́сіке (яп. 増毛町, ましけちょう, МФА: [maɕi̥ke t͡ɕoː]) — містечко в Японії, в повіті Масіке округу Румой префектури Хоккайдо. Станом на 1 жовтня 2008 року площа містечка становила 369,68 км². Станом на 31 березня 2017 населення містечка становило 4536 осіб.